# David Murray (saxofonista)
David Murray (nascido em 19 de fevereiro de 1955) é um músico de jazz americano que toca sax tenor e clarinete baixo. Trabalhou intensamente para muitas gravadoras desde meados da década de 1970.
Ele atualmente vive em Sines, Portugal, e participa anualmente do festival de música FMM.